# From
From (bra: Origem) é uma série de televisão estadunidense, do gênero terror e ficção científica, criada por John Griffin. É estrelado por um elenco composto por Harold Perrineau, Catalina Sandino Moreno, Eion Bailey, David Alpay, Elizabeth Saunders, Shaun Majumder, Scott McCord, Ricky He, Chloe Van Landschoot, Pegah Ghafoori, Corteon Moore, Hannah Cheramy, Simon Webster, Avery Konrad, Paul Zinno e Elizabeth Moy.
O programa estreou no Epix em 20 de fevereiro de 2022. Recebeu avaliações geralmente positivas dos críticos por sua história e atuação de Perrineau. Em abril de 2022, a série foi renovada para uma segunda temporada, com estreia marcada para 23 de abril de 2023.
A série foi renovada para a terceira temporada em junho de 2023, encomenda feita após a série bater recordes de audiência.

## Enredo
Uma família está viajando em um trailer quando se perde na estrada. Eles procuram um caminho em um pequeno vilarejo, mas logo percebem que estão presos em um loop e não podem sair do local, encurralados por forças misteriosas.

## Elenco e personagens

### Principal
- Harold Perrineau como Boyd Stevens
- Catalina Sandino Moreno como Tabitha Matthews
- Eion Bailey como Jim Matthews
- David Alpay como Jade
- Elizabeth Saunders como Donna
- Shaun Majumder como Padre Khatri
- Scott McCord como Victor
- Ricky He como Kenny Liu
- Chloe Van Landschoot como Kristi
- Pegah Ghafoori como Fatima
- Corteon Moore como Ellis Stevens
- Hannah Cheramy como Julie Matthews
- Simon Webster como Ethan Matthews
- Avery Konrad como Sara
- Paul Zinno como Nathan
- Elizabeth Moy como Tian-Chen Liu

### Recorrente
- Vox Smith como menino de branco
- Cynthia Jimenez-Hicks como Trudy
- Bob Mann como Frank Pratt
- Simon Sinn como Bing-Qian Liu

## Episódios
| Temporada | Temporada | Episódios | Episódios | Originalmente exibido   | Originalmente exibido  | Originalmente exibido |
| Temporada | Temporada | Episódios | Episódios | Estreia da temporada    | Final da temporada     | Emissora              |
| --------- | --------- | --------- | --------- | ----------------------- | ---------------------- | --------------------- |
|           | 1         | 10        | 10        | 20 de fevereiro de 2022 | 10 de abril de 2022    | Epix                  |
|           | 2         | 10        | 10        | 23 de abril de 2023     | 25 de junho de 2023    | MGM+                  |
|           | 3         | 10        | 10        | 22 de setembro de 2024  | 24 de novembro de 2024 | MGM+                  |

## Lançamento
A série estreou nos Estados Unidos na Epix em 20 de fevereiro de 2022. Na Austrália, foi distribuída pela Stan. No Reino Unido, é transmitido pela Sky Sci-Fi. No Canadá, está disponível para transmissão no Paramount+. No Brasil, a série estreou pelo Globoplay.

## Recepção
No Rotten Tomatoes, 94% das 16 resenhas são positivas, com nota média de 6,8/10. O consenso crítico do site diz: "Habilmente ancorado por Harold Perrineau, From é uma jornada intrigante em direção a um destino misterioso". O Metacritic, que usa uma média ponderada, atribuiu uma pontuação de 65 em 100 com base em quatro avaliações, indicando "críticas geralmente favoráveis".  
No Rotten Tomatoes, a segunda temporada da série detém um índice de 92% de aprovação com base em 12 resenhas, com uma nota média de 6,8/10. O consenso dos críticos do site diz: “Mantendo habilmente seu equilíbrio entre provocações enigmáticas e emoção genuína, a segunda temporada de From é um deleite assustador de ficção científica”.